# Operacja Tractable
Operacja Tractable – kryptonim ofensywy wojsk kanadyjskich i polskich przeprowadzonej w czasie alianckiej inwazji na Normandię. Celem operacji było zajęcie strategicznego francuskiego miasteczka Falaise, a następnie mniejszych okolicznych miejscowości Trun i Chambois. Zadanie to wzięły na siebie polska 1 Dywizja Pancerna oraz 1 Armia Kanadyjska, którym naprzeciw stanęły siły Grupy Armii B niemieckiego Wehrmachtu. Operacja była częścią szerszych działań zbrojnych wojsk alianckich mających na celu okrążenie armii niemieckiej na froncie zachodnim II wojny światowej. Pomimo początkowych trudności i niewielkich sukcesów odniesionych na północ od Falaise, nowatorska taktyka zastosowana przez 1 Dywizję Pancerną pod dowództwem generała brygady Stanisława Maczka w czasie ataku na miejscowość Chambois umożliwiła 14 sierpnia 1944 roku częściowe „domknięcie” tzw. kotła Falaise, w którym uwięzionych zostało ok. 150 000 żołnierzy niemieckich.
Choć „dziura” w kotle zmniejszyła się dzięki temu do szerokości ok. 30 kilometrów, przedłużające się zaciekłe walki pomiędzy polską 1 Dywizją Pancerną a II Korpusem Pancernym SS o Mont Ormel (wzgórze 262), uniemożliwiły ostateczne zamknięcie okrążenia wojsk niemieckich pod Falaise, pozwalając na ich częściową ewakuację z terenów Normandii w głąb Francji. W czasie dwóch dni bezustannych walk Polacy stosujący ogień zaporowy artylerii oraz walkę na niewielką odległość zdołali odeprzeć kontrataki siedmiu niemieckich dywizji. 21 sierpnia oddziały 1 Armii Kanadyjskiej zluzowały pozostałości polskich jednostek i zdołały zamknąć okrążenie Falaise, łącząc się z wojskami amerykańskiej 3 Armii. Doprowadziło to do kapitulacji i wzięcia w niewolę resztek niemieckiej 7 Armii, która została uwięziona w kotle.

## Przygotowania
Wobec przedarcia się w ramach operacji Cobra, rozpoczętej 25 lipca 1944 roku, oddziałów amerykańskich 1 i 3 Armii z przyczółków nad kanałem La Manche w głąb Normandii, Adolf Hitler zarządził przeprowadzenie natychmiastowego kontrataku przeciwko siłom alianckim pod kryptonimem operacja Lüttich. Gen. Omar Bradley, dowódca amerykańskiej 12 Grupy Armii, został o tym powiadomiony jeszcze przed podjęciem przez Wehrmacht działań zbrojnych. Dzięki przechwyceniu i rozszyfrowaniu przez wywiad brytyjski niemieckich meldunków radiowych alianci zyskali czas na odpowiednie przygotowanie obrony przed atakiem niemieckim i opracowanie planu okrążenia możliwie największej liczby oddziałów Wehrmachtu. Do popołudnia 7 sierpnia, w wyniku skoordynowanych ataków powietrznych alianckich myśliwców bombardujących przeciwko pojazdom pancernym i ciężarówkom Wehrmachtu, niemieckie kontrnatarcie zostało powstrzymane, a operacja Lüttich zakończyła się klęską. W rezultacie siły niemieckiej 7 Armii zostały otoczone przez wojska aliantów.
W następstwie załamania się niemieckiej ofensywy miasteczko Falaise stało się głównym celem sił brytyjskich, ponieważ jego zdobycie mogło zaowocować faktycznym odcięciem całej Grupy Armii B pod dowództwem feldmarszałka Günthera von Kluge, od reszty wojsk niemieckich. Aby to osiągnąć, dowodzący nowo sformowaną 1 Armią Kanadyjską gen. Harry Crerar oraz dowodzący II Korpusem Kanadyjskim gen. Guy Simonds zaplanowali brytyjsko-kanadyjską ofensywę pod kryptonimem operacja Totalize. Ofensywa ta miała na celu przełamanie niemieckiej obrony w brytyjsko-kanadyjskim sektorze frontu normandzkiego. Operacja Totalize opierała się na zastosowaniu przez siły alianckie nocnych ataków z użyciem ciężkich bombowców i nowych transporterów opancerzonych typu Kangaroo, które miały przełamywać linie obronne Niemców. Pomimo początkowych sukcesów w czasie walk na grzbiecie Verrières i w pobliżu miejscowości Cintheaux, ofensywa wojsk kanadyjskich została zatrzymana 9 sierpnia przez kontrataki Wehrmachtu, które spowodowały poważne straty w kanadyjskich i polskich dywizjach. Jednakże już 10 sierpnia żołnierzom kanadyjskim udało się zdobyć wzgórze 195 na północ od Falaise, choć nie byli oni w stanie kontynuować natarcia i doprowadzić do szybkiego zajęcia miasteczka.

## Strategia

Postępy aliantów w czasie kanadyjskiej ofensywy w ramach operacji Totalize i Tractable

Przy planowaniu operacji Tractable wykorzystano wnioski wyciągnięte z operacji Totalize. W szczególności doceniono efektywność piechoty zmechanizowanej i ataków lotniczych za pomocą ciężkich bombowców. W przeciwieństwie do poprzednich operacji, Tractable nie rozpoczęła się pod osłoną nocy. Bombardowanie pozycji niemieckich miało na celu osłabienie zdolności obronnych wroga przed następującym tuż po nim uderzeniem 4 Kanadyjskiej Dywizji Pancernej na zachodnią stronę wzgórza 195, podczas gdy 4 Kanadyjska Dywizja Piechoty, przy wsparciu 2 Kanadyjskiej Brygady Pancernej, miała za zadanie zaatakować wzgórze od wschodu. Ich działania planowano zamaskować za pomocą intensywnego ostrzału pozycji niemieckich przez kanadyjską artylerię. Marszałek Bernard Law Montgomery miał nadzieję, że siły kanadyjskie przejmą kontrolę nad Falaise do północy 14 sierpnia. Stamtąd wszystkie trzy formacje miały przemieścić się w kierunku Trun. Ta znajdująca się 18 kilometrów na wschód od Falaise miejscowość miała zostać zajęta przy wsparciu liczącej ok. 10 000 żołnierzy polskiej 1 Dywizji Pancernej. Po zajęciu Trun siły kanadyjsko-polskie miały niezwłocznie połączyć się w Chambois z amerykańską 3 Armią.
Największe zagrożenie dla sił Simondsa stanowiła 12 Dywizja Pancerna SS Hitlerjugend, w której skład wchodziły również pozostałości dwóch dywizji piechoty. Niemieckie wojska skoncentrowane w kotle wokół Falaise liczyły ok. 350 000 ludzi. Gdyby aliantom udało się wykorzystać efekt zaskoczenia, Kanadyjczycy mieli zrobić wyłom w pozycjach wroga. Jednak w nocy z 13 na 14 sierpnia jeden z kanadyjskich oficerów zgubił się w czasie podróży między sztabami dywizji i wyjechał wprost na niemieckie pozycje, gdzie został zabity. Przeszukujący jego ciało Niemcy znaleźli kopie rozkazów Simondsa. W rezultacie 12 Dywizja Pancerna SS Hitlerjugend przemieściła trzon swoich sił – 500 grenadierów, 15 czołgów i 12 dział przeciwpancernych typu 8,8 cm PaK 43 – wzdłuż umocnień, które zamierzali zaatakować alianci.

## Bitwa

### Pierwsza faza ataku na Falaise

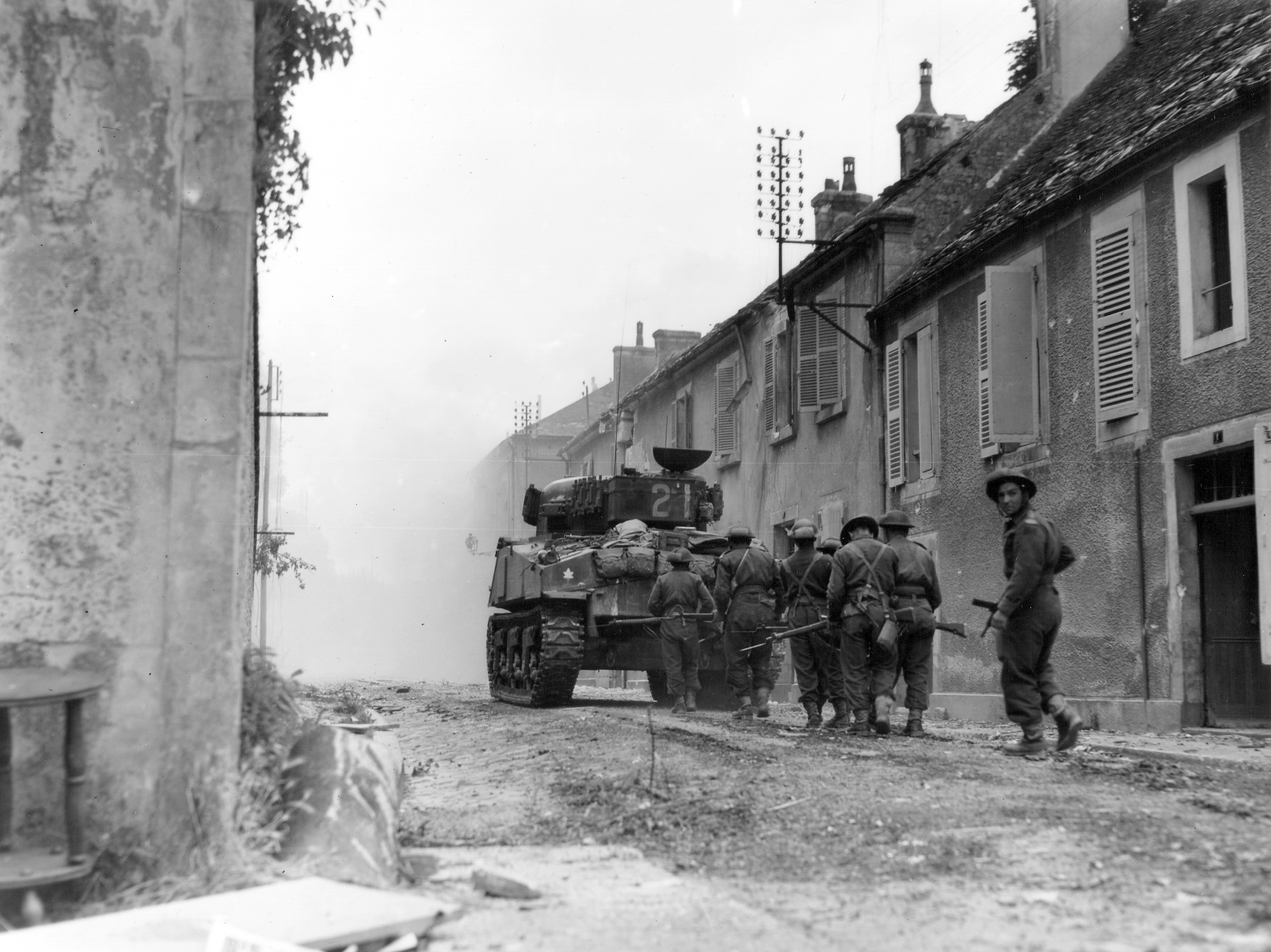
Żołnierze kanadyjscy wkraczają przy wsparciu czołgów do Falaise

Operacja Tractable rozpoczęła się o godz. 12.00 w południe 14 sierpnia, gdy 800 ciężkich bombowców typu Avro Lancaster i Handley Page Halifax uderzyło na niemieckie pozycje wzdłuż linii frontu. Podobnie jak w przypadku operacji Totalize wiele samolotów przez pomyłkę zrzuciło bomby na pozycje własnych wojsk, co kosztowało życie 400 żołnierzy polskich i kanadyjskich. Pod osłoną ognia zaporowego artylerii dwie kanadyjskie dywizje ruszyły do ataku. Choć ich pole widzenia było ograniczone, niemieccy obrońcy zdołali zadać 4 Kanadyjskiej Dywizji Pancernej szereg poważnych strat. Śmierć w czasie szturmu na Falaise poniósł m.in. dowódca 2 Kanadyjskiej Brygady Pancernej, brygadier Leslie Booth. Po całodniowych atakach 4 Kanadyjskiej Brygadzie Pancernej i polskiej 1 Brygadzie Pancernej udało się przeprawić przez rzekę Laison. Słaby dostęp do punktów przepraw przez rzekę Dives umożliwił 102 Ciężkiemu Batalionowi Pancernemu SS przeprowadzenie kilku kontrataków. Pomimo tego, polskiej dywizji udało się zająć późnym popołudniem miasteczko Potigny. Do końca dnia niektóre jednostki 3 i 4 Kanadyjskiej Dywizji osiągnęły punkt 152 dokładnie na północ od Falaise, choć nie udało im się wedrzeć do samego miasta. Aby utrzymać impet ofensywy Simonds rozkazał 2 Kanadyjskiej Dywizji Piechoty ruszyć w stronę frontu z nadzieją, że posiłki okażą się wystarczające do zajęcia miasta.
Chociaż pierwszy dzień operacji nie przyniósł oczekiwanych rezultatów, to już 15 sierpnia dwie dywizje pancerne parły na południowy wschód w kierunku Falaise. Kanadyjskie 2 i 3 Dywizja Piechoty, przy wsparciu 2 Kanadyjskiej Brygady Pancernej, kontynuowały swój marsz w kierunku miasteczka. Po ciężkich walkach 4 Dywizji Pancernej udało się zająć Soulangy. Był to jednak niewielki sukces, ponieważ silny opór wojsk niemieckich uniemożliwił przełamanie frontu w kierunku Trun. 16 sierpnia kanadyjska 2 Dywizja Piechoty wdarła się do Falaise, napotykając minimalny opór jednostek Waffen-SS i eliminując nieliczne pozycje obronne niemieckiej piechoty. Choć całkowite oczyszczenie miasta zajęło jeszcze dwa dni, to pierwszy ważny cel operacji Tractable został osiągnięty. Simonds rozpoczął przegrupowywanie swoich sił pancernych, aby powtórzyć natarcie w kierunku Trun, którego zdobycie pozwoliłoby na domknięcie okrążenia Niemców pod Falaise.

### 16–19 sierpnia

#### Atak na Trun i Chambois
Ofensywa polskiej 1 Dywizji Pancernej i 4 Kanadyjskiej Dywizji Pancernej rozpoczęła się 16 sierpnia od działań zaczepnych, które były wstępem do właściwego szturmu na miasteczka Trun i Chambois. 17 sierpnia obie dywizje pancerne posuwały się naprzód. Wczesnym popołudniem 1 Dywizja Pancerna oflankowała 12 Dywizję Pancerną SS Hitlerjugend, umożliwiając tym samym kilku polskim formacjom osiągnięcie celów, które docelowo miała zdobyć dywizja kanadyjska i dzięki temu znacznie rozszerzyć przyczółek aliantów na północny zachód od miasteczka Trun . Maczek podzielił swoje siły na trzy grupy bojowe. Każda w sile pułku pancernego oraz batalionu piechoty . Jedna z nich uderzyła od południowego wschodu, zajmując pozycje na wzniesieniach dominujących nad miasteczkiem i doliną rzeki Dives. Tym samym Polacy odcięli załogę obrońców Trun od reszty sił niemieckich. Umożliwiło to kanadyjskiej 4 Dywizji Pancernej przeprowadzenie zmasowanego ataku na miasteczko, które zostało ostatecznie wyzwolone 18 sierpnia.
Wkrótce po zajęciu Trun druga z grup bojowych Maczka skierowała się na południowy wschód, zajmując Champeaux i tworząc w ten sposób bazę wypadową dla przyszłych ataków na Chambois wzdłuż 9,7 kilometrowej linii frontu. Do godzin wieczornych 18 sierpnia wszystkie grupy bojowe utworzone przez Maczka zajęły pozycje na północ od Chambois. Jedna na obrzeżach miasteczka, jedna w pobliżu Vimoutiers i jedna u stóp wzgórza 262. Wobec nadciągających w szybkim tempie oddziałów kanadyjskiej 4 Dywizji Pancernej, Maczek był w doskonałej sytuacji, by następnego dnia zamknąć siły niemieckie w okrążeniu. Obecność polskiej dywizji pancernej uświadomiła niemieckiemu feldmarszałkowi Walterowi Modelowi, że Niemcy za wszelką cenę nie mogą dopuścić do zamknięcia kotła Falaise.

#### Domykanie okrążenia
We wczesnych godzinach 19 sierpnia gen. Simonds spotkał się z oficerami ze swoich dywizji, aby omówić plany domknięcia kotła Falaise. Według planu 4 Dywizja Pancerna miała przypuścić atak w kierunku Chambois, mając na swojej wschodniej flance dwie grupy bojowe polskiej dywizji pancernej. Z kolei dwie grupy bojowe dywizji gen. Maczka miały ruszyć od wschodu, zabezpieczając wzgórze 262 i tym samym ochraniać wschodnią flankę atakujących aliantów. 2 i 3 Dywizja Piechoty kontynuowały ofensywę w kierunku północnych krańców kotła Falaise, ponosząc poważne straty ze strony 12 Dywizji Pancernej SS. Uderzenie nastąpiło niemal natychmiast po zakończeniu narady. Jedna z grup bojowych polskiej dywizji ruszyła w kierunku Chambois, a jednostki pod dowództwem majora Currie z 4 Dywizji Pancernej osłaniały jej działania. W tym samym czasie dwie pozostałe polskie grupy bojowe podjęły próbę zajęcia wzgórza 262. Pomimo silnego oporu Niemców, grupie Władysława Zgorzelskiego udało się zabezpieczyć punkt 137 położony na zachód od wzgórza 262. Wczesnym popołudniem grupa bojowa pod dowództwem Aleksandra Stefanowicza opanowała wzgórze, wybijając broniącą go niemiecką kompanię piechoty. W rezultacie walk straty wśród Polaków stanowiły 50% wszystkich zabitych i rannych żołnierzy kanadyjskiej 1 Armii.
Późnym popołudniem 19 sierpnia siły polskie i kanadyjskie połączyły się z amerykańską 80 i 90 Dywizją, które stacjonowały już w mieście. Kocioł Falaise został zamknięty, trzymając wojska Modela w potrzasku. Chcąc wydostać się z okrążenia II Korpus Pancerny SS rozpoczął kontrataki przeciwko polskim pozycjom na wzgórzu 262, które miały na celu stworzenie wyrwy w liniach aliantów. Podczas gdy Amerykanie i Kanadyjczycy odpierali niemieckie natarcia w swoich sektorach, polscy żołnierze musieli bronić się przed dwoma zaprawionymi w bojach dywizjami pancernymi, aby nie dopuścić do przerwania okrążenia.

### 20 sierpnia

#### St. Lambert-sur-Dives i wzgórze 117
Rankiem 20 sierpnia dwie niemieckie formacje tj. 2 i 9 Dywizja Pancerna SS zaatakowały pozycje Polaków na wzgórzu 262. W tym samym czasie 16 Dywizja Grenadierów Pancernych oraz 12 Dywizja Pancerna SS uderzyły na siły amerykańskie i kanadyjskie wewnątrz kotła, tworząc niewielkie wyrwy w pozycjach aliantów. Wczesnym przedpołudniem 2000 ocalałych żołnierzy niemieckiej 2 Dywizji Spadochronowej zdołało stworzyć wyłom w pozycjach zajmowanych przez Kanadyjczyków wzdłuż rzeki Dives, jak również w punkcie 117. Około południa kilku jednostkom 10, 12 i 116 Dywizji Pancernej udało się przebić przez te osłabione pozycje.

Przebieg niemieckich kontrataków skierowanych przeciwko pozycjom polsko-kanadyjskim – 20 sierpnia 1944 roku

Po południu posiłki oddziałów pancernych pod dowództwem mjr. Davida Currie zdołały zająć St. Lambert-sur-Dives, uniemożliwiając tym samym dwóm niemieckim armiom wydostanie się z okrążenia. Przez następne 36 godzin grupa bojowa majora Currie odpierała niemal nieustające ataki sił niemieckich, niszcząc przy tym 7 niemieckich czołgów, 12 dział przeciwpancernych kalibru 88 mm i 40 innych pojazdów. W krwawych walkach wokół Lambert-sur-Dives grupa bojowa pod dowództwem mjr. Currie zadała atakującym Niemcom straty w wysokości ok. 2000 ludzi, w tym ponad 300 zabitych i około 1100 pojmanych jeńców. Do wieczora 20 sierpnia Niemcy wyczerpali swoje siły bojowe w walkach przeciwko pozycjom aliantów w St. Lambert. Resztki 84 Korpusu pod dowództwem gen. Elfelda poddały się Kanadyjczykom i Amerykanom w pobliżu Chambois. Za swoje czyny w czasie walk pod St. Lambert-sur-Dives, Currie został później odznaczony Krzyżem Wiktorii, jako jedyny Kanadyjczyk uhonorowany w ten sposób za swoją służbę w czasie inwazji w Normandii.

#### Wzgórze 262 (Mont Ormel)
Podczas gdy żołnierze pod dowództwem Curriego nękali Niemców na obrzeżach St. Lambert, dwie grupy bojowe dywizji Maczka wdały się w wymianę ognia z dwoma zahartowanymi w boju dywizjami pancernymi SS. W nocy 19 sierpnia Polacy zajęli pozycje wzdłuż południowego, południowo-zachodniego i północno-zachodniego podejścia pod wzgórze 262. Dokładnie na południowy zachód od Mont Ormel, niemieckie jednostki przemieszczały się w stronę wzgórza trasą, która z powodu ciężkich strat poczynionych wśród Niemców przez polską artylerię nazwana została później „korytarzem śmierci”. 

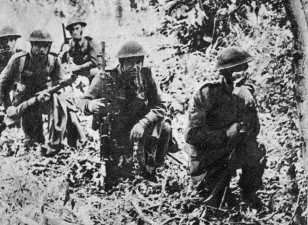
Polscy żołnierze piechoty w czasie walk o Mont Ormel – 20 sierpnia 1944 roku

Polska piechota oraz jednostki pancerne broniące wzgórza otrzymały wsparcie kanadyjskiej artylerii, którą kierował na miejscu obserwator Pierre Sévigny. Jego działania miały kluczowe znaczenie dla obrony wzgórza 262, za co został później odznaczony orderem Virtuti Militari.
2 Dywizja Pancerna SS planowała uderzenie na wzgórze 262 od północnego wschodu, którego broniły cztery bataliony piechoty i dwa pułki pancerne wchodzące w skład 1 Dywizji Pancernej gen. Maczka. 9 Dywizja Pancerna SS miała zaatakować od północy, uniemożliwiając tym samym jednostkom kanadyjskim przyjście z odsieczą obrońcom wzgórza. Przełamawszy linie okrążenia 10, 12 i 116 Dywizja Pancerna miały zaatakować wzgórze 262 od południowego zachodu. Gdyby Niemcom udało się odbić wzgórze z rąk polskich żołnierzy, siły niemieckie mogłyby całkowicie wydostać się z kotła Falaise.
Jako pierwszy, atak na polskie pozycje przypuścił 4 Pułk Grenadierów Pancernych SS „Der Führer”. Choć batalion strzelców podhalańskich zdołał odeprzeć niemieckie uderzenie, kosztowało ich to utratę znacznych zapasów amunicji. Drugi atak Niemców dokonał ogromnych spustoszeń w szeregach słabo opancerzonej grupy bojowej broniącej Mont Ormel. Jeden z niemieckich czołgów, który zajął pozycję na sąsiednim wzgórzu 239 (na północny wschód od Mont Ormel) zniszczył pięć alianckich czołgów typu Sherman w przeciągu dwóch minut. W tym samym czasie niemiecka 3 Dywizja Strzelców Spadochronowych, przy wsparciu 1 Dywizji Pancernej SS, uderzyła na Mont Ormel od strony kotła Falaise. Atak ten udało się odeprzeć dzięki ostrzałowi artyleryjskiemu, który „zmasakrował” nacierającą niemiecką piechotę oraz wspierające ją pojazdy pancerne.
Gdy niemieckie natarcie od południowego zachodu wytraciło impet, 2 Dywizja Pancerna SS ponowiła atak od północno-wschodniej strony wzgórza. Jako że polskie jednostki były skoncentrowanie na południowym grzbiecie, 2 Dywizji SS udało się około południa przebić do pozycji zajmowanych przez 3 Dywizję Strzelców Spadochronowych, otwierając tym samym korytarz ucieczki z alianckiego okrążenia. Pomimo przygniatającej siły niemieckich ataków, Polakom ciągle udawało się utrzymać szczyt wzgórza, które z racji charakterystycznego układu warstwic na mapie nazwali „Maczugą”. Poirytowany obecnością alianckich jednostek na Mont Ormel, dowodzący niemiecką 7 Armią gen. Paul Hausser wydał rozkaz „eliminacji” polskich pozycji. Pomimo dużych sił skierowanych przeciwko Polakom, m.in. 352 Dywizji Piechoty i kilku grup bojowych 2 Dywizji Pancernej SS, które dokonały znacznych strat w szeregach 8 i 9 Batalionu 1 Dywizji Pancernej gen. Maczka, niemiecki kontratak został odparty. Walki kosztowały Polaków niemal cały zapas amunicji, stawiając ich w niebezpiecznej sytuacji w przypadku kolejnego natarcia.
20 sierpnia o godz. 19:00 ogłoszono 20-minutowe zawieszenie broni, aby umożliwić Niemcom ewakuację dużego konwoju ambulansów z rannymi. Zaraz potem walki odżyły z jeszcze większą zaciętością. Chociaż Niemcy nie potrafili wyeliminować polskich sił na wzgórzu 262, to obrońcy Maczugi byli na skraju wyczerpania. Mając zapasy amunicji bliskie wyczerpania, Polacy zostali zmuszeni do obserwowania, jak pozostałości niemieckiego XLVII Korpusu Pancernego uciekają z kotła. Niemniej jednak polska artyleria starała się ostrzeliwać każdą niemiecką jednostkę, która pojawiła się w korytarzu ewakuacyjnym. Pomimo tego dowodzący polskimi obrońcami wzgórza 262 mjr. Aleksander Stefanowicz był sceptyczny co do ich losu, nie wierząc, że kanadyjskim posiłkom uda się do nich dotrzeć na czas.

### 21 sierpnia

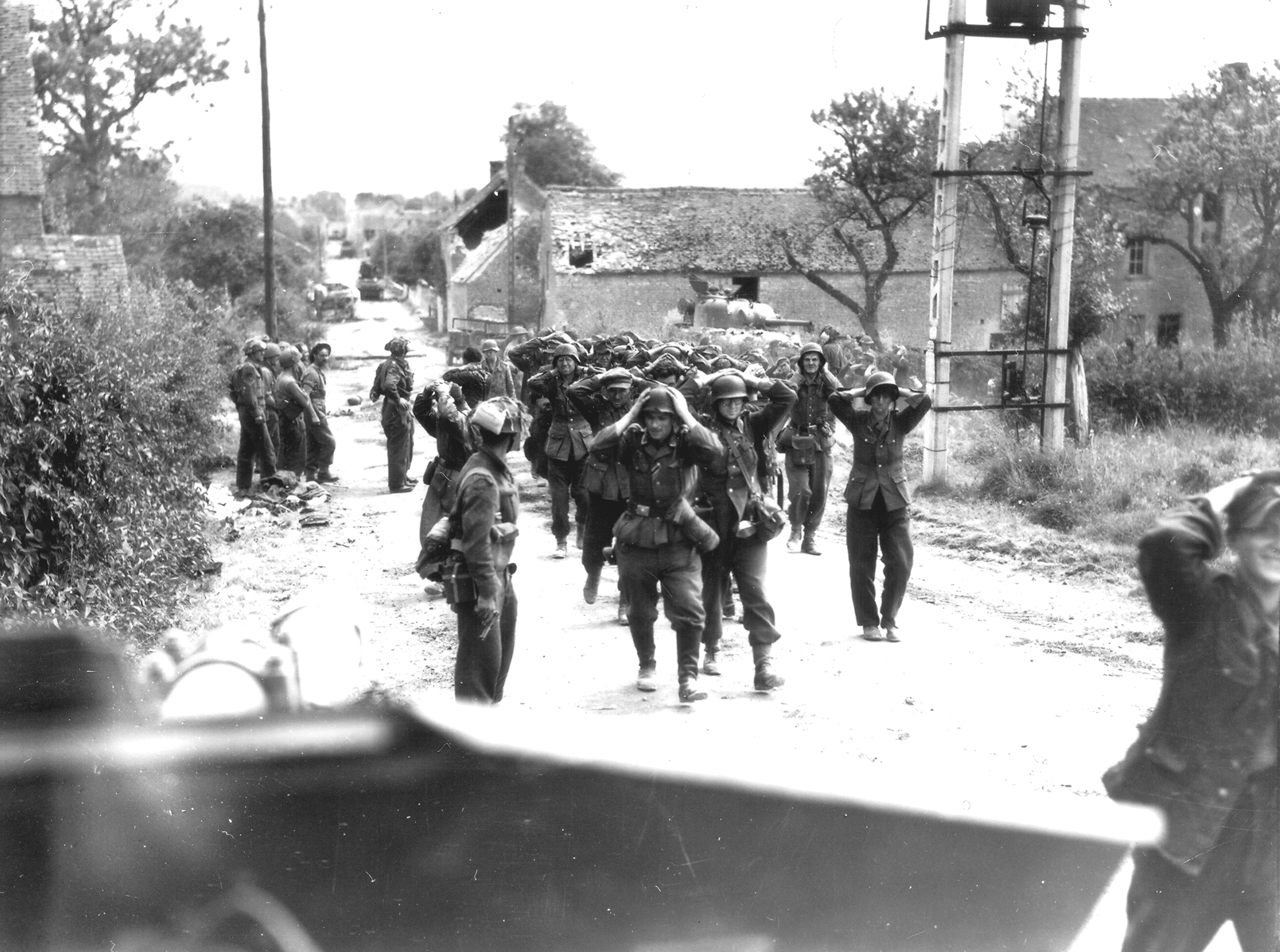
Niemieccy jeńcy w St. Lambert-sur-Dives 21 sierpnia 1944 roku

Po trwających cały dzień krwawych walkach zarówno Niemcy, jak i Polacy z radością przyjęli nadejście zmierzchu. Choć w nocy dochodziło do sporadycznej wymiany ognia, to obie strony unikały bezpośredniego kontaktu, a regularny ostrzał polskiej artylerii uniemożliwiał wojskom niemieckim dokonanie odwrotu z sektora. Rankiem Niemcy ponowili natarcie na polskie pozycje. Pomimo że nie były one tak dobrze skoordynowane jak te dzień wcześniej, ataki dawały się we znaki polskim obrońcom Mont Ormel. Polskim jednostkom udało się jednak odeprzeć kolejne uderzenia, choć ich czołgi zużyły przy tym prawie cały zapas amunicji. Około godziny 12:00 resztki oddziałów SS rozpoczęły ostateczne natarcie na pozycje 9 Batalionu. Polacy ostatkiem sił przetrwali atak, a zrezygnowani Niemcy zaprzestali kolejnych prób przedarcia się przez pozycje aliantów. Dwie grupy bojowe polskiej 1 Dywizji Pancernej odparły uderzenie niemieckich jednostek, choć przez trzy dni znajdowały się w okrążeniu. Zarówno Reynolds, jak i McGilvray podają, że Polacy w czasie walk o Maczugę ponieśli straty w wysokości 351 zabitych i rannych oraz 11 zniszczonych czołgów. Z kolei Jarymowycz ocenia liczbę zabitych na 325, rannych na 1002, a zaginionych na 114, czyli około 20% siły bojowej dywizji. W ciągu godziny po nieudanym natarciu Niemców Gwardii Grenadierów Armii Kanadyjskiej udało się połączyć z pozostałościami grupy Stefanowicza. Późnym popołudniem resztki 2 i 9 Dywizji Pancernej SS rozpoczęły odwrót w kierunku Sekwany. Kocioł Falaise został całkowicie zamknięty, uniemożliwiając tym samym ucieczkę dużej liczbie wojsk niemieckich, które zostały okrążone przez siły aliantów.

## Następstwa
Wieczorem 21 sierpnia 1944 roku większość wojsk niemieckich uwięzionych w kotle Falaise skapitulowała. Prawie wszystkie zaprawione w bojach niemieckie formacje, które poczyniły poważne straty w szeregach kanadyjskiej 1 Armii w czasie kampanii normandzkiej zostały zniszczone. Dwie dywizje pancerne, Panzer Lehr i 2 Dywizja Pancerna SS, istniały już jedynie z nazwy. Sławna 12 Dywizja Pancerna SS straciła 94% sprzętu, w tym prawie wszystkie działa i 70% pojazdów. Kilku niemieckim jednostkom m.in. 2 i 12 Dywizji Pancernej SS udało się wycofać na wschód w kierunku Sekwany, aczkolwiek zmuszone zostały do porzucenia większości swoich pojazdów. Ostrożne szacunki dotyczące liczby niemieckich żołnierzy pojmanych pod Falaise oscylują wokół 50 000. Inne wyliczenia podają, że całkowite straty Niemców w walkach pod Falaise wyniosły nawet 200 000 zabitych i rannych.
23 sierpnia pozostałości niemieckiej 7 Armii zajęły pozycje wzdłuż Sekwany, przygotowując się do obrony Paryża. W tym samym czasie część Grupy Armii G m.in. 15 Armia i 5 Armia Pancerna uwikłały się w potyczki z amerykańskimi oddziałami na południu. W następnym tygodniu część kanadyjskiej 1 Armii zaatakowała niemieckie pozycje nad Sekwaną, próbując przełamać ich linie obrony i dotrzeć do portów nad kanałem La Manche, a wieczorem 23 sierpnia francuskie i amerykańskie jednostki wkroczyły do Paryża.

### Straty

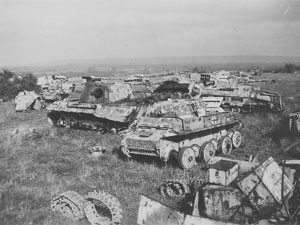
Wraki niemieckich pojazdów zniszczonych w pobliżu Mont Ormel

Ze względu na fakt, że sierpniowe ofensywy aliantów miały błyskawiczny przebieg, nieznana jest dokładna liczba ofiar wśród żołnierzy kanadyjskich, jaką pochłonęły działania związane z operacją Tractable. Jednakże łączne straty Kanadyjczyków w trakcie operacji Totalize i Tractable wyniosły 5500 zabitych.
Nieznana pozostaje również dokładna liczba ofiar po stronie niemieckiej. Choć dostępne są nie do końca miarodajne statystyki wszystkich ofiar walk o kocioł Falaise, to nie istnieją zestawienia, które zawierałyby liczbę zabitych podczas działań zbrojnych w ramach operacji Tractable. W następstwie walk o kocioł Falaise, niemiecka 7 Armia uległa praktycznie całkowitej destrukcji, tracąc według różnych źródeł od 50 000 do 200 000 ludzi, ponad 200 czołgów, 1000 dział oraz 5000 innych pojazdów. W samych tylko zmaganiach o wzgórze 262 poległo 2000 Niemców, a kolejnych 5000 dostało się do niewoli. Oprócz tego alianci zdobyli 55 czołgów, 44 działa i 152 pojazdy opancerzone.
Znane są natomiast straty wśród żołnierzy polskich (do 22 sierpnia). W czasie operacji Polacy zgłosili 1441 ofiar walk. Wśród nich 325 zabitych (w tym 21 oficerów), 1002 rannych (35 oficerów) i 114 zaginionych w akcji. Dane te zawierają informacje nt. 263 zabitych przed walkami o Chambois oraz Mont Ormel w dniach 14–18 sierpnia.

### Odznaczenia
Wśród Brytyjczyków odznaczenia za udział w operacji Tractable – traktowane łącznie jako odznaczenia za służbę między 7 a 22 sierpnia w walkach o Falaise – zostały przyznane w latach 1957, 1958 oraz 1959. Odznaczenia przysługiwały za służbę w dniach 14–17 sierpnia nad Laison, 18–22 sierpnia pod Chambois i 19–22 sierpnia pod St Lambert-sur-Dives.